# Weserflug P.1003
O Weserflug P.1003 foi um projecto da Weser Flugzeugbau para uma aeronave VTOL. Este projecto iniciou em 1938, e apresentava uma aeronave com uma fuselagem convencional mas com umas asas cuja metade exterior poderia rodar para cima e para a frente, fazendo com que os dois enormes rotores que compunham os motores permitissem à aeronave descolar verticalmente e voar em frente como um avião convencional. Devido à complexidade do sistema para a época em que se pretendia construir a aeronave, o projecto nunca saiu do papel
50 anos mais tarde, os Estados Unidos da América embarcaram num projecto semelhante, a partir do qual foi concebido o Boeing V-22 Osprey.